# Kim Young-Joo (taekwondo)
Kim Young-Joo es un deportista surcoreano que compitió en taekwondo. Ganó una medalla de plata en el Campeonato Asiático de Taekwondo de 1986, en la categoría de –50 kg.

## Palmarés internacional
| Campeonato Asiático | Campeonato Asiático | Campeonato Asiático | Campeonato Asiático |
| Año                 | Lugar               | Medalla             | Categoría           |
| ------------------- | ------------------- | ------------------- | ------------------- |
| 1986                | Darwin (Australia)  | Medalla de plata    | –50 kg              |